# Gateshead A.F.C.
Gateshead Association Football Club – angielski klub piłkarski z siedzibą w Gateshead.

## Historia
Klub został założony w 1899 jako South Shields Adelaide Athletic. W 1910 zmienił nazwę na South Shields Football Club. Do 1930 roku rozegrał dziewięć sezonów w Division Two oraz dwa w Division Three.
W 1930 klub został przeniesiony do Gateshead, przyjmując nową nazwę – Gateshead Association Football Club. Pod tą nazwą występował przez 22 sezony w Division Three, ostatni raz w sezonie 1957/1958, po którym spadł do Division Four. Klub został rozwiązany w 1973 roku.

### Historia występów w Division Two
| Sezon   | Liga         | Miejsce      |
| ------- | ------------ | ------------ |
| 1919/20 | Division Two | 9.           |
| 1920/21 | Division Two | 8.           |
| 1921/22 | Division Two | 6.           |
| 1922/23 | Division Two | 13.          |
| 1923/24 | Division Two | 9.           |
| 1924/25 | Division Two | 9.           |
| 1925/26 | Division Two | 9.           |
| 1926/27 | Division Two | 19.          |
| 1927/28 | Division Two | 22. (spadek) |

### Inne kluby
W 1936 założono nowy klub South Shields Football Club, który rywalizował na szczeblu amatorskim, a w latach 1968–1974 uczestniczył w rozgrywkach Northern Premier League, stanowiących wówczas piąty poziom rozgrywkowy w Anglii. W 1974 klub został przeniesiony do Gateshead i zmienił nazwę na Gateshead United Football Club, jednak trzy lata później, w 1977, został rozwiązany.
W 1974 w South Shields powstał kolejny klub o nazwie South Shields Football Club. W 2023 po raz pierwszy awansował do rozgrywek National League North, stanowiących szósty poziom ligowy w Anglii.
W 1977 utworzono klub Gateshead F.C.

## Reprezentanci kraju grający w klubie
|  | - Arthur Bridgett - Warney Cresswell - Albert McInroy - Ernie Simms - Jack Smith - Irvine Thornley - Peter Wilson |  | - Mick O’Brien - Bill Gowdy - English McConnell - George Aitken - Hugh Gallacher - Bobby Mitchell - Ronald Orr |